# Народное (Крым)
Наро́дное (до 1948 года Бакша́й; укр. Народне, крымскотат. Baqşay, Бакъшай) — исчезнувшее село в Красногвардейском районе Республики Крым, располагавшееся на юго-западе района, включённое в состав Пятихатки, сейчас, примерно, южная окраина села.

## История
Первое документальное упоминание села встречается в Камеральном Описании Крыма… 1784 года, судя по которому, в последний период Крымского ханства Бакшай (записано как 2 деревни Бахушай — видимо, приходы-маале одного села) входил в Ашага Ичкийский кадылык Акмечетского каймаканства. После присоединения Крыма к России (8) 19 апреля 1783 года, (8) 19 февраля 1784 года, именным указом Екатерины II сенату, на территории бывшего Крымского Ханства была образована Таврическая область и деревня была приписана к Перекопскому уезду. После Павловских реформ, с 1796 по 1802 год, входила в Акмечетский уезд Новороссийской губернии. По новому административному делению, после создания 8 (20) октября 1802 года Таврической губернии, Бакшай был включён в состав Кокчора-Киятской волости Перекопского уезда.
По Ведомости о всех селениях в Симферопольском уезде состоящих с показанием в которой волости сколько числом дворов и душ… от 9 октября 1805 года, в деревне Бакшай числилось 18 дворов, 95 жителеей крымских татар. На военно-топографической карте генерал-майора Мухина 1817 года деревня Бакшай кары обозначена с 25 дворами. В результате реформы волостного деления 1829 года Бакшай, согласно «Ведомости о казённых волостях Таврической губернии 1829 года», осталась в составе Кокчора-Киятской волости. На карте 1836 года в деревне 25 дворов, как и на карте 1842 года. В селении располагалось имение Надежда Александровны Голубовой (в девичестве Говоровой, внучки первого хозяина имения в Буюк-Сюйрени, «екатерининского генерала» Ивана Петровича Говорова) площадью 1680 десятин
В 1860-х годах, после земской реформы Александра II, деревню включили в состав Айбарской волости. Согласно «Списку населённых мест Таврической губернии по сведениям 1864 года», составленному по результатам VIII ревизии 1864 года, Бакшай — владельческая деревня с 2 дворами и 11 жителями и мечетью при рекѣ Салгирѣ. По обследованиям профессора А. Н. Козловского начала 1860-х годов, вода в колодцах деревни была пресная, а их глубина составляла 10—15 саженей (21—32 м). На трёхверстовой карте Шуберта 1865—1876 года в деревне Бакшай обозначено 4 двора). В «Памятной книге Таврической губернии 1889 года» по результатам Х ревизии 1887 года записан Бакшай Григорьевской волости, с 9 дворами и 62 жителями.
После земской реформы 1890 года, Бакшай отнесли к Бютеньской волости. Согласно «…Памятной книжке Таврической губернии на 1892 год», в деревне Бакшай, находившейся в частном владении, был 91 житель в 16 домохозяйствах. По «…Памятной книжке Таврической губернии на 1902 год» в деревне числилось 105 жителей в 15 домохозяйствах. По Статистическому справочнику Таврической губернии. Ч.II-я. Статистический очерк, выпуск пятый Перекопский уезд, 1915 год, в деревне Бакшай Бютеньской волости Перекопского уезда числилось 6 дворов (2 двора с землёй, 4 — безземельные) с немецким населением без приписных жителей, но с 67 — «посторонними», из которых 44 мужчины и 23 женщины. Жители владели 1200 десятинами удобной земли. В хозяйствах имелось 20 лошадей, 128 волов, 12 коров и 31 голова мелкого скота.
После установления в Крыму Советской власти иучреждения 18 октября 1921 года Крымской АССР, в составе Симферопольского уезда был образован Биюк-Онларский район, в состав которого включили село, а в 1922 году уезды получили название округов. 11 октября 1923 года, согласно постановлению ВЦИК, в административное деление Крымской АССР были внесены изменения, в результате которых был ликвидирован Биюк-Онларский район и Бешуй-Эли включили в состав Симферопольского. Согласно Списку населённых пунктов Крымской АССР по Всесоюзной переписи 17 декабря 1926 года, в селе Бакшай, Бешуй-Элинского сельсовета Симферопольского района, числилось 25 дворов, все крестьянские, население составляло 128 человек, из них 54 немца, 49 русских, 23 украинца, 1 белорус, 1 записан в графе «прочие». Постановлением КрымЦИКа «О реорганизации сети районов Крымской АССР» от 15 сентября 1930 года был вновь создан Биюк-Онларский район, теперь как национальный (лишённый статуса национального постановлением Оргбюро ЦК КПСС от 20 февраля 1939 года) немецкий (указом Президиума Верховного Совета РСФСР № 621/6 от 14 декабря 1944 года переименованный в Октябрьский), село, с населением 251 человек, вместе с сельсоветом, включили в его состав. Вскоре после начала Великой Отечественной войны, 18 августа 1941 года крымские немцы были выселены, сначала в Ставропольский край, а затем в Сибирь и северный Казахстан.
После освобождения Крыма от фашистов в апреле, 12 августа 1944 года было принято постановление № ГОКО-6372с «О переселении колхозников в районы Крыма», по которому в район из Винницкой и Киевской областей РСФСР переселялись семьи колхозников. С 25 июня 1946 года селение в составе Крымской области РСФСР. Указом Президиума Верховного Совета РСФСР от 18 мая 1948 года, Бакшай переименовали в Народное. 26 апреля 1954 года Крымская область была передана из состава РСФСР в состав УССР. К 1960 году село присоединили к Пятихатке, поскольку в «Справочнике административно-территориального деления Крымской области на 15 июня 1960 года» селение уже не значится (согласно справочнику «Крымская область. Административно-территориальное деление на 1 января 1968 года» — в период с 1954 по 1968 годы).

### Динамика численности населения
| - 1805 год — 95 чел. - 1864 год — 11 чел. - 1889 год — 62 чел. - 1892 год — 91 чел. | - 1900 год — 105 чел. - 1915 год — 0/67 чел. - 1926 год — 128 чел. - 1935 год — 251 чел. |